# 인도상의
인도상의(Indian Merchants' Chamber;IMC)는 1907년 9월 7일 설립된 인도의 경제 단체이다. 원래는 영국의 인도 점령 시기, 인도인이 경영하는 상공 기업의 진흥을 위해 조직되었다. 오래전부터 인도 경제의 발전과 자주 독립을 위해 중요한 기여를 해왔다.

현재 의장은 Niraj Bajaj씨이다.

## IMC 60주년 기념상
IMC 60주년 기념상(IMC Diamond Jubilee Award)는 인도 내에서 기술, 연구, 농업, 과학, 산업, 수출 등 각 분야에 기여한 사람에게 각각 주어진다. 상에 대한 기금은 일반 멤버 뿐만 아니라 각 상공업 주체가 기부해서 모아진다. 기금은 1950년 제정된 봄베이 신탁법에 따라 'IMC 60주년 기념 기부 신탁'에 의해 관리된다.

## 마하트마 간디와의 관계
마하트마 간디는 1931년 인도상의의 명예 회원으로 가입하였다. 인도상의는 마하트마 간디가 상의에 가입한 것을 드문 일이라 생각하여 영광으로 여기고 있다.

## 같이 보기
- 인도산업연합
- 인도상공회의소